# Pomodoro genetico
Pomodoro genetico è il 14º album di Antonella Ruggiero. Uscito il 3 ottobre 2008.
Per la prima volta Antonella Ruggiero e Roberto Colombo, suo storico produttore, effettuano un viaggio all'interno della musica elettronica. Il progetto iniziale vede la luce nel musicare le immagini del film Giglio infranto.
I vocalizzi di Antonella Ruggiero misti alla atmosfera musicale, danno la possibilità di lasciare che la voce viaggi in tutta la sua espressione ed estensione. L'espressione “Pomodoro genetico” sta a indicare elementi naturali artificialmente modificati dall'uomo.
All'interno del cofanetto, oltre al CD, è presente un DVD con il video de "L'attesa". Il video affianca immagini della natura a sequenze urbane e cittadine. Il video è curato e realizzato dal videoartista Fabio Massimo Iaquone, mentr la regia è di Luca Attili.
I titoli dei 9 brani – uno dei quali è la rivisitazione di un pezzo di Roberto Colombo degli anni settanta dall'album “Sfogatevi bestie” - sono legati ai sentimenti e alle emozioni.
Il progetto musicale è composto da una base elettronica, poco ritmica che non sconfina nella musica dance, a cui si aggiunge la sonorità orchestrale composta dai professori dell'Orchestra del Maggio Musicale Fiorentino.

## Tracce
CD:
1. Lontano
2. Attesa
3. Memoria
4. Leggero
5. Europeo
6. Attesa II
7. Assurdo
8. Memoria II
9. Misteriosa

DVD:
1. Attesa (video di Fabio Massimo e Luca Attilli) 07'55"

## Formazione
- Antonella Ruggiero - voce, percussioni
- Roberto Colombo - tastiera
- Riccardo Donati - contrabbasso
- Stefano Dall'Ora - contrabbasso
- Pietro Horvath - violino
- Fabio Montini - violino
- Anna Noferini - violino
- Laura Mariannelli - violino
- Tommaso Vannucci - violino
- Carlo Cantini - violino
- Pierino Cazzulani - violino
- Nicholas Myall - violino
- Michelangelo Mazza - violino
- Luigi Papagni - violino
- Giacomo Rafanelli - violino
- Rossella Pieri - violino
- Luisa Bellitto - violino
- Valentino Corvino - violino
- Cesare Caretta - violino
- Stefania Zampolli - violino
- Paolo Motta - violino
- Anna Locken - viola
- Michela Bernacchi - viola
- Flavio Flaminio - viola
- Sandro Di Paolo - viola
- Mauro Belluzzi - viola
- Cristina Serazzi - viola
- George Georgescu - violoncello
- Michele Tazzari - violoncello
- Beatrice Guarducci - violoncello
- Enrico Guerzoni - violoncello
- Massimo Repelli - violoncello
- Francesco Cantucci - sax